# Le Mesnil-Villement
Le Mesnil-Villement é uma comuna francesa na região administrativa da Normandia, no departamento Calvados. Estende-se por uma área de 3,55 km². Em 2010 a comuna tinha 299 habitantes (densidade: 84,2 hab./km²).